# Анахронизъм
Анахронизъм е погрешно отнасяне на факт или събитие от една епоха към друга; хронологично несъответствие. 
Примери Вие продължавате да бъдете сантиментален, но сега вече искрено... Вие сте средновековен човек, феодален анахронизъм, попаднал случайно между ориенталски шмекери и търговци на тютюн. Д. Димов, Т, 462
Образът на отец Иван обаче е анахронизъм; той не е възможен за времето на действието, а е пренесен от много по-късното време на Възраждането. ЛФ, 1956, бр. 3, 3.
Друг тип анахронизъм възниква, когато творба, базирана на конкретна епоха от историята, е четена в контекста на друга. Много научни трудове, които разчитат на по-късно дискредитирани теории, са станали анахронични с премахването на своите опори. Спекулативни творби, четени по-късно, често не отговарят на реалността, поради превъзхождащото ги развитие на техниката.
Парахронизъм е вид анахронизъм, но с определена посока. Използва се, за да обозначи събитие, чието време е по-късно от настоящото. Събитие, което още не се е случило, въпреки вербални или писмени описания.
Пример: „Терминатор“: Киборгът, който е изпратен от бъдещето, за да промени настоящето, е парахроничен герой / филмов елемент; философски погледнато, част от творенията на Леонардо да Винчи биха могли да се окачествят като парахронични, тъй като са създадени в миналото, но приемат реална форма в бъдещето.
Метахронизъм: другият вид анахронизъм, с обратна посока. Използва се, за да обозначи събитие, чието време е по-рано от настоящото. Събитие, което се е случило преди описаните събития.
Пример: „Хлапето в двора на крал Артур“: Тийнейджър пътува обратно през времето до времената на крал Артур; главният герой и спомените му за неговия свят са метахронични спрямо заобикалящия го свят.